# Antoine Lefebvre de Vatimesnil
Pour les articles homonymes, voir Lefebvre.
Antoine François Henri Lefebvre de Vatimesnil, né à Rouen, le 19 décembre 1789, mort à Sainte-Marie-de-Vatimesnil (Eure), le 10 octobre 1860, avocat général à la Cour de Cassation, conseiller d'État et homme politique français plus connu sous le nom de Vatimesnil.

## Une carrière de juriste
Il est le fils de Pierre Henri Lefebvre de Vatimesnil, conseiller au Parlement (1789), puis député de l'Eure de 1820 à 1827, et de Marie Jeanne Hélène Gaudin. Il est le filleul de son oncle maternel Christian François Joseph Paulze, fermier général et beau-frère du chimiste Lavoisier.
Vatimesnil fit des études de droit et fut reçu avocat en 1810. Il devint par la suite magistrat, pendant le Premier Empire : conseiller auditeur à la cour de Paris en 1812.
Pendant la Restauration, il poursuivit sa carrière dans la magistrature il fut nommé successivement : substitut près le tribunal de la Seine en 1815, substitut du procureur général à la cour de Paris en 1817, et premier substitut du procureur général près la cour des pairs le 22 février 1821. Il se fit remarquer dans les procès politiques - dont un contre Pierre-Jean de Béranger - par son talent et par l'ardeur de son zèle royaliste et catholique.
Il fut choisi en 1822 au poste de secrétaire général  du ministère de la Justice par le Garde des Sceaux Peyronnet, dans le gouvernement ultra de Villèle.
En 1824, il fut avocat général près la Cour de Cassation.
Sa carrière de magistrat est marquée par une nomination dans l'ordre de la Légion d'honneur le 30 avril 1821 suivie d'une promotion au grade d'officier dès le 29 octobre 1826.

## Le premier ministre de l'Instruction publique
En 1828, Jean-Baptiste de Martignac est élu député de Corse et est nommé chef du gouvernement pour mener une politique plus modérée. Vatimesnil fut nommé ministre en tant que représentant de l'aile droite. Le Journal des débats, protesta contre sa nomination, et l'accusa « d'être affilié aux congrégations et imbu de leurs doctrines mystérieuses ».
Il fut le premier titulaire du ministère de l'Instruction publique qui à cette occasion fut détaché du ministère des Affaires ecclésiastiques. Son action ministérielle entraîna une évolution sensible du système éducatif français. Il mena une politique de réforme inspirée par les doctrinaires en ce qui concerne la formation des instituteurs.

### Réforme de l'enseignement primaire

#### Rompre avec le passé
Vatimesnil décida de « rompre avec le passé » comme il l'écrivit lui-même aux recteurs et de renouer avec le mouvement de réforme des années 1816-1820.
Son premier acte fut l'abrogation de l'ordonnance du 8 avril 1824 qui plaçait les écoles primaires sous l'autorité directe des évêques selon la volonté de l'abbé Denis Frayssinous alors ministre des affaires religieuses.
Il décida de rétablir l'autorité de l'Université – donc de l'État – sur l'enseignement primaire. Pour ce faire, il promut une politique d'amélioration de la qualité de l'enseignement primaire et de la formation des instituteurs par le développement des écoles normales.

#### Les brevets de capacité
De 1816 à 1820, ordonnance et règlements imposèrent l'obtention d'un brevet de capacité pour exercer les fonctions d'instituteur et d'institutrice.
Il existait alors trois brevets de capacité :
- le brevet du premier degré ou brevet supérieur, le plus exigeant ;
- le brevet du second degré ;
- le brevet du troisième degré, ce dernier d'un niveau plus faible mais le plus répandu.

Le 31 janvier 1829, par une circulaire, Vatimesnil, jugeant le brevet du troisième degré d'un niveau insuffisant, ordonna qu'il ne soit plus délivré. Le brevet du second degré devait être la norme que le ministre tenta même d'imposer aux Frères des écoles chrétiennes. Il n'en eut pas le temps car il ne fut plus membre du gouvernement à l'arrivée du ministère Polignac, le 8 août 1829.
Les instituteurs primaires, lors de son départ du ministère, lui offrirent une médaille d'honneur.

### Réforme de l'enseignement secondaire
Il introduisit l'étude des langues vivantes dans les collèges et améliora le traitement des professeurs des collèges royaux en faveur desquels il établit un « boni » qui fut supprimé en 1850.
Il créa également un embryon d'enseignement professionnel.

### Réforme de l'enseignement supérieur
Parmi les autres mesures prises par Vatimesnil, on note la réouverture du cours de Guizot à la faculté des lettres de Paris, fermé depuis 1822 ; le rétablissement de la chaire de droit administratif créée en 1819 près la faculté de droit de Paris ; par l'ordonnance du 26 mars 1829, la création des chaires nouvelles dans les facultés de droit et de médecine, la fondation de l’École centrale des arts et manufactures. En outre, il défendit devant les Chambres les ordonnances du 16 juin 1828, qui soumettaient les établissements ecclésiastiques d'instruction au régime universitaire.

## Un député conservateur
Après son départ du ministère, il se fait élire député du 23 juin 1830 au 25 mai 1834 dans le département du Nord mais ne se représenta pas aux élections de 1834.
Il se consacra dès lors à la fonction d'avocat, il devint le conseil de nombreuses congrégations religieuses et fut vice-président du comité électoral de la liberté religieuse en 1843. Il refusa à deux reprises la pairie, qui lui avait été proposée par l’intermédiaire de Montalembert et de Villemain.
Membre de l'Assemblée nationale législative du 13 mai 1849 au 2 décembre 1851 pour le département de l'Eure, il participa activement aux discussions des lois de 1850 sur les élections et sur l'enseignement.
Il se retira de la vie publique en 1851 après le coup d'État de Louis-Napoléon Bonaparte.

## Distinctions
- Officier de la Légion d'honneur (1826)

## Pour approfondir